# Thrinchostoma wissmanni
Thrinchostoma wissmanni är en biart som beskrevs av Blüthgen 1930. Thrinchostoma wissmanni ingår i släktet Thrinchostoma och familjen vägbin. Inga underarter finns listade i Catalogue of Life.